# Borowica

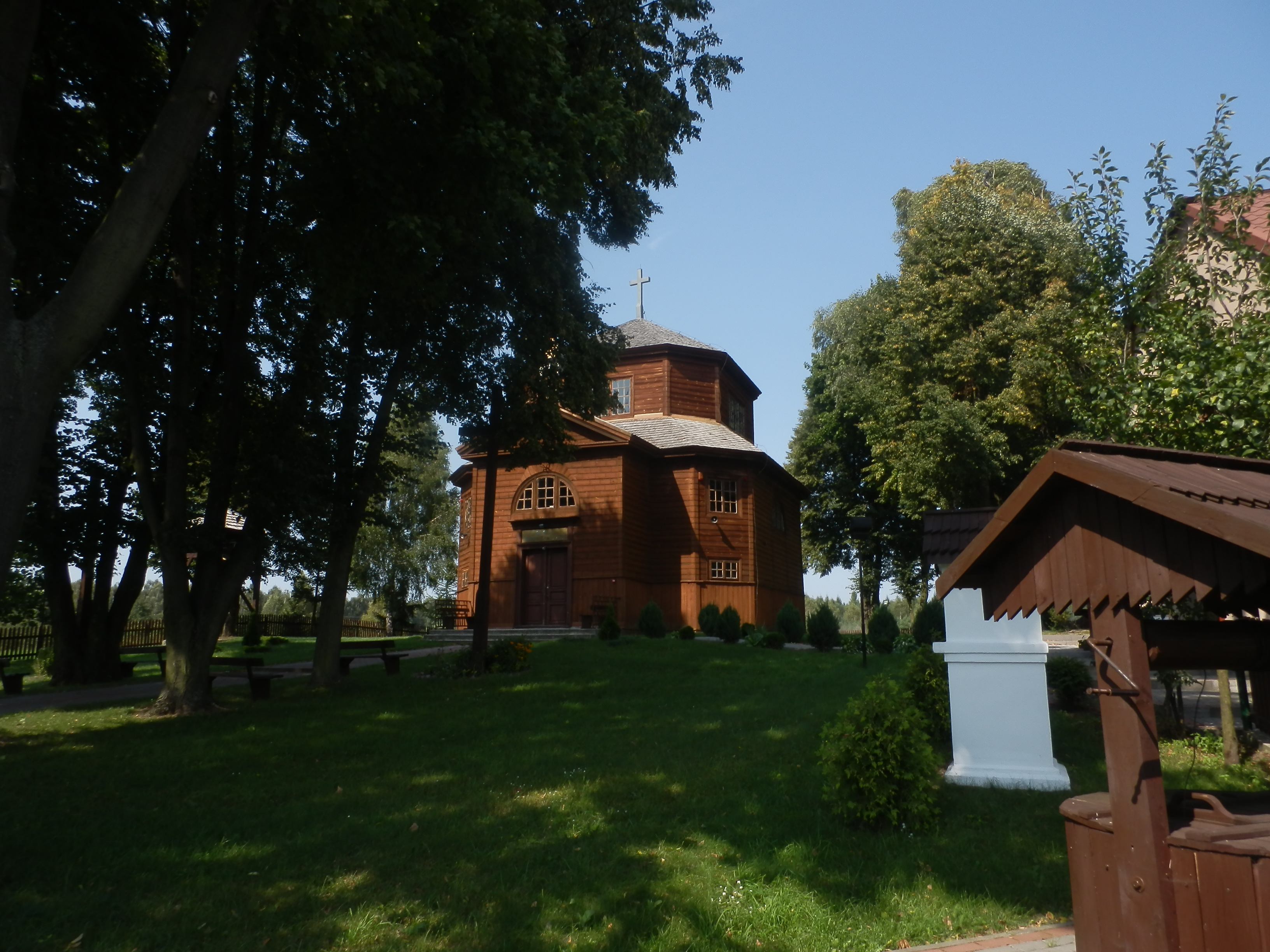
Kyrkan i Borowica

Borowica är en by i Gmina Łopiennik Górny i distriktet Krasnystaw i Lublins vojvodskap i sydöstra Polen. Borowica är beläget omkring 8 kilometer öster om Łopiennik Górny, 8 kilometer norr om Krasnystaw och 45 kilometer sydost om Lublin.